# Petra Doornenbal
P. (Petra) Doornenbal-van der Vlist (Lopik, 10 november 1971) is een Nederlandse bestuurster en CDA-politica. Sinds 27 september 2016 is zij burgemeester van Renswoude. 

## Biografie
Vanaf 2005 was Doornenbal werkzaam bij het grondverzet- en kraanverhuurbedrijf van haar echtgenoot. Daarnaast was ze van 2003 tot 2015 lid van de Provinciale Staten van Utrecht. Van 2007 tot 2015 was zij fractievoorzitter van het CDA. Voordat ze in de Provinciale Staten zat was ze er drie jaar beleidsmedewerker en fractieondersteuner van de CDA-fractie. Van 2012 tot 2015 was zij binnen de Provinciale Staten voorzitter van de Statencommissie Bestuur, Europa en Middelen en tweede plaatsvervangend voorzitter van de Provinciale Staten.   
Na haar Statenlidmaatschap was Doornenbal actief als mediator in conflicten tussen burgers en overheid en tussen overheden onderling. Daarnaast was zij voorzitter van de Faunabeheereenheid Provincie Utrecht, voorzitter van de Raad van Toezicht van de Stichting Landschap Erfgoed Utrecht en voorzitter van de Adviesraad Sociaal Domein gemeente Lopik. Sinds 27 september 2016 is zij burgemeester van Renswoude. In januari 2022 werd zij voorgedragen voor een tweede termijn als burgemeester van Renswoude.
Doornenbal is gehuwd, moeder van twee zoons en lid van de Protestantse Kerk in Nederland (PKN). Tot haar burgemeesterschap woonde zij in Benschop.